# Чемпионат мира по фехтованию 1978
Чемпионат мира по фехтованию 1978 года проходил с 12 по 22 июля в Гамбурге (ФРГ). Среди мужчин соревнования проходили в личном и командном зачёте по фехтованию на саблях, рапирах и шпагах, среди женщин — только первенство на рапирах в личном и командном зачёте.

## Общий медальный зачёт
| Место | Страна       | Золото | Серебро | Бронза | Всего |
| ----- | ------------ | ------ | ------- | ------ | ----- |
| 1     | СССР         | 3      | 4       | 1      | 8     |
| 2     | Венгрия      | 2      | 0       | 0      | 2     |
| 3     | Франция      | 1      | 2       | 0      | 3     |
| 4     | Польша       | 1      | 1       | 0      | 2     |
| 5     | ФРГ          | 1      | 0       | 2      | 3     |
| 6     | Чехословакия | 0      | 1       | 0      | 1     |
| 7     | Италия       | 0      | 0       | 2      | 2     |
| 7     | Швеция       | 0      | 0       | 2      | 2     |
| 9     | Румыния      | 0      | 0       | 1      | 1     |
| Всего | Всего        | 8      | 8       | 8      | 24    |

## Медалисты

### Мужчины
| Дисциплина                  | Золото                                                                                    | Серебро                                                                                            | Бронза                                                                                                 |
| --------------------------- | ----------------------------------------------------------------------------------------- | -------------------------------------------------------------------------------------------------- | --- |
| Шпага Личное первенство     | Александр Пуш                                                                             | Филипп Рибу                                                                                        | Ханс Якобсон                                                                                           |
| Шпага Командное первенство  | Венгрия · Чаба Феньвеши · Эрнё Кольцонай · Йенё Пап · Иштван Острич · Дьёзё Кульчар       | СССР · Борис Лукомский · Ашот Карагян · Леонид Дунаев · Александр Абушахметов · Валерий Хондого    | Швеция · Йохан Харменберг · Рольф Эдинг · Гёран Малкар · Ханс Якобсон · Карл фон Эссен                 |
| Рапира Личное первенство    | Дидье Фламан                                                                              | Александр Романьков                                                                                | Харальд Хайн                                                                                           |
| Рапира Командное первенство | Польша · Богуслав Зых · Адам Робак · Аркадиуш Годел · Мариан Сыпневски · Лешек Мартевич   | Франция · Дидье Фламан · Фредерик Петрушка · Брюно Бошри · Филипп Боннен · Паскаль Жолио           | СССР · Александр Романьков · Владимир Смирнов · Владимир Денисов · Владимир Лапицкий · Сабиржан Рузиев |
| Сабля Личное первенство     | Виктор Кровопусков                                                                        | Михаил Бурцев                                                                                      | Микеле Маффей                                                                                          |
| Сабля Командное первенство  | Венгрия · Имре Гедёвари · Пал Геревич · Ференц Хамманг · Золтан Надьхази · Дьёрдь Небальд | СССР · Михаил Бурцев · Владимир Назлымов · Виктор Кровопусков · Виктор Баженов · Александр Никишин | Италия · Микеле Маффей · Анджело Арчидиаконо · Марио Альдо Монтано · Джанфранко Далла Барба            |

### Женщины
| Дисциплина                  | Золото                                                                    | Серебро                                                                                        | Бронза                                                                             |
| --------------------------- | ------------------------------------------------------------------------- | ---------------------------------------------------------------------------------------------- | ---------------------------------------------------------------------------------- |
| Рапира Личное первенство    | Валентина Сидорова                                                        | Катарина Рачова                                                                                | Корнелия Ханиш                                                                     |
| Рапира Командное первенство | СССР · Ольга Князева · Валентина Сидорова · Наиля Гилязова · Елена Белова | Польша · Йоланта Кроликовска · Барбара Высочаньска · Агнешка Дубравска · Делфина Олек-Сконпска | Румыния · Виорика Цуркану · Сюзана Арделеану · Магдалена Бартош · Марчела Молдован |